# Geonoma aspidiifolia
Geonoma aspidiifolia är en enhjärtbladig växtart som beskrevs av Richard Spruce. Geonoma aspidiifolia ingår i släktet Geonoma och familjen Arecaceae. Inga underarter finns listade i Catalogue of Life.